# 勒梅尼勒纪尧姆
勒梅尼勒纪尧姆（法語：Le Mesnil-Guillaume，法語發音：[lə mɛnil ɡijom] ⓘ）是法国卡尔瓦多斯省的一个市镇，属于利雪区。

## 地理
勒梅尼勒纪尧姆（49°6'17"N, 0°17'17"E）面积3.85 平方千米，位于法国诺曼底大区卡爾瓦多斯省，该省份为法国西北部沿海省份，北濒大西洋英吉利海峡，东北与滨海塞纳省以海上边界相接，东临厄尔省，南至奧恩省，西与芒什省接壤。
与勒梅尼勒纪尧姆接壤的市镇（或旧市镇、城区）包括：库尔通拉默尔德拉克、格洛、圣但尼德马约、圣让德利韦、圣马丹德马约。

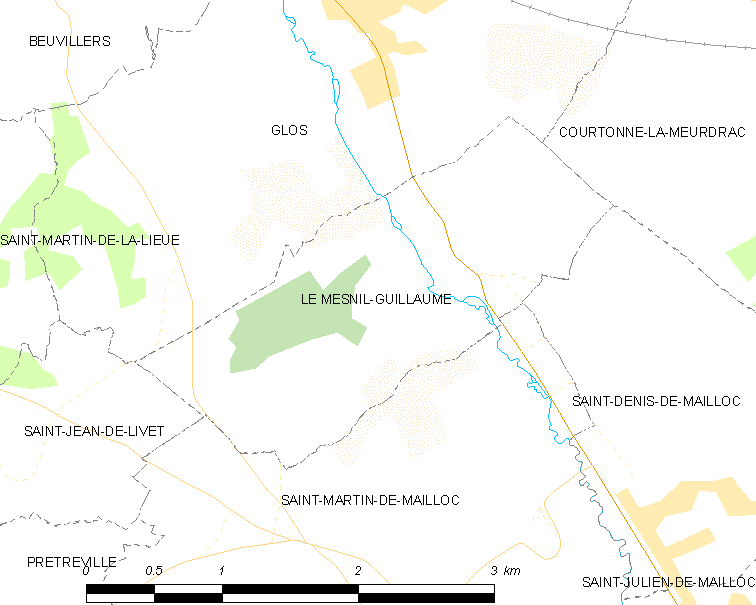
勒梅尼勒纪尧姆的OSM定位图

勒梅尼勒纪尧姆的时区为UTC+01:00、UTC+02:00（夏令时）。

## 行政
勒梅尼勒纪尧姆的邮政编码为14100，INSEE市镇编码为14421。

## 政治
勒梅尼勒纪尧姆所属的省级选区为利雪县。

## 人口

1962-2008年间勒梅尼勒纪尧姆人口变化图示

勒梅尼勒纪尧姆于2022年1月1日时的人口数量为558人。